# Marianne Stuwe
Marianne Stuwe, née le 23 septembre 1955, est une coureuse cycliste professionnelle allemande.

## Palmarès sur route
- 1976
  -  Championne d'Allemagne sur route
- 1977
  - 2e du championnat d'Allemagne sur route
- 1978
  - Sankt Johann in Tirol
  - 3e du championnat d'Allemagne sur route
- 1979
  - 2e du championnat d'Allemagne sur route
  - 41e de la course en ligne des championnats du monde de cyclisme sur route 1979
- 1981
  - Rund um den Donnersberg - Bolanden
  - 2e du championnat d'Allemagne sur route
  - 60e de la course en ligne des championnats du monde de cyclisme sur route 1981
- 1982
  - Rund um den Donnersberg - Bolanden
  - Steiermark Rundfahrt

## Palmarès sur piste

### Championnats nationaux
- 1976
  -  Championne de poursuite
- 1977
  - 3e de la poursuite